# Stjepan Deverić
Stjepan Deverić, född den 20 augusti 1961 i Velika Gorica, Jugoslavien (nuvarande Kroatien), är en jugoslavisk/kroatisk före detta fotbollsspelare som tog OS-brons med Jugoslavien vid de olympiska sommarspelen 1984 i Los Angeles.